# Günther Stockinger
Günther Stockinger (* 29. April 1962) ist ein ehemaliger deutscher Fußballspieler. Der Mittelfeldspieler bestritt in der zweiten Hälfte der 1980er Jahre für die SpVgg Bayreuth über hundert Spiele in der 2. Bundesliga.

## Sportlicher Werdegang
Stockinger machte seine ersten Schritte im Erwachsenenfußball beim FC Vilshofen, mit dem er in der Bayernliga antrat. In der Spielzeit 1983/84 zeichnete er sich als regelmäßiger Torschütze aus, seine 22 Saisontore führten ihn auf den dritten Rang der Torschützenliste der Spielklasse und den Klub zum Klassenerhalt als Tabellen-13. Nach diesem persönlichen Erfolg wechselte er innerhalb der Liga zum TSV 1860 München, der als Bayernliga-Meister zwar die Aufstiegsrunde erreicht hatte, dort jedoch nach fünf Niederlagen die Rückkehr in die zweite Liga verpasste. In der Saison Spielzeit 1984/85 drohte dem Verein zeitweilig der Abstieg in die Landesliga. Stockinger bestritt an der Seite von Spielern wie Gerald Hillringhaus, Joachim Goldstein, Kurt Eigl und Reiner Leitl zwölf Saisonspiele, ehe er in der Winterpause weiterzog.
Stockinger schloss sich dem Ligarivalen SpVgg Bayreuth an, bei dem er als Leistungsträger mit fünf Toren zur Meisterschaft in der Bayernliga beitrug. In der anschließenden Aufstiegsrunde setzte er sich mit dem Verein vor Viktoria Aschaffenburg, dem FSV Salmrohr und dem SV Sandhausen durch. Zwar erzielte er neun Saisontore in der Zweitligaspielzeit 1985/86 und war damit gleichauf mit Rüdiger Scheler bester vereinsinterner Torschütze, der Klub verpasste jedoch den Klassenerhalt. Mit zehn Saisontoren in der folgenden Bayernligaspielzeit war er entscheidend am direkten Wiederaufstieg beteiligt. In den folgenden Jahren weniger torgefährlich spielte er noch bis 1990 für den Klub in der zweithöchsten Spielklasse. Anschließend verliert sich seine weitere Spielerkarriere.
Beim FC Vilshofen engagierte sich Stockinger nach seinem Karriereende ehrenamtlich und war unter anderem als Jugendtrainer tätig.